# Kolonia Dzietrzkowice
Kolonia Dzietrzkowice est une localité polonaise de la gmina de Łubnice, située dans le powiat de Wieruszów en voïvodie de Łódź.